# Quyền LGBT ở Liechtenstein
Quyền đồng tính nữ, đồng tính nam, song tính và chuyển giới ở Liechtenstein được hưởng nhiều, nhưng không phải tất cả, các quyền giống như những người không phải LGBT. Hoạt động tình dục cùng giới đã hợp pháp từ năm 1989, với tuổi tình dục đồng thuận bình đẳng từ năm 2001. Các cặp cùng giới đã có quyền đăng ký quan hệ bạn đời đã đăng ký từ năm 2011, và phân biệt đối xử cơ sở của xu hướng tính dục đã bị đặt ngoài vòng pháp luật từ năm 2016. Một dự luật hợp pháp hóa hôn nhân cùng giới  đã được thông qua vào ngày 16 tháng 5 năm 2024, và có hiệu lực kể từ ngày 1 tháng 1 năm 2025.

## Bảng tóm tắt
| Hoạt động tình dục cùng giới hợp pháp                                                                    | (Từ năm 1989)                                                  |
| Tuổi tình dục đồng thuận bình đẳng (14)                                                                  | (Từ năm 2001)                                                  |
| Luật chống phân biệt đối xử trong việc làm                                                               | No                                                             |
| Luật chống phân biệt đối xử trong việc cung cấp hàng hóa và dịch vụ                                      | / (Từ 2016 cho xu hướng tính dục, không cho bản dạng giới)     |
| Luật chống phân biệt đối xử trong các lĩnh vực khác (tội phạm kì thị & phân biệt đối xử gián tiếp, v.v.) | / (Từ 2016 cho xu hướng tính dục, không cho bản dạng giới)     |
| Hôn nhân cùng giới                                                                                       | (Hiệu lực từ 1 tháng 1, 2025)                                  |
| Công nhận các cặp cùng giới (ví dụ: quan hệ bạn đời đã đăng ký)                                          | (Từ 2011)                                                      |
| Nhận con nuôi của người LGBT độc thân                                                                    | Yes                                                            |
| Nhận con nuôi riêng của các cặp cùng giới                                                                | (Từ 2022)                                                      |
| Nhận con nuôi chung của các cặp cùng giới                                                                | (Từ 2023)                                                      |
| Người LGBT được phép phục vụ công khai trong quân đội                                                    | Không có quân đội                                              |
| Quyền thay đổi giới tính hợp pháp                                                                        | No                                                             |
| Liệu pháp chuyển đổi trên trẻ vị thành niên ngoài vòng pháp luật                                         | No                                                             |
| Tiếp cận IVF cho đồng tính nữ                                                                            | (Được đề xuất)                                                 |
| Mang thai hộ thương mại cho các cặp đồng tính nam                                                        | (Bất hợp pháp cho tất cả các cặp đôi bất kể xu hướng tính dục) |
| NQHN được phép hiến máu                                                                                  | (Từ 2022)                                                      |